# アッパッパ
アッパッパ（アッパッパー）は女性用の衣服の一つ。夏用の衣服として着られるサッカー生地など木綿製のワンピースである。簡易服または清涼服などとも呼ばれる。

## 概要
くいだおれ創業者の山田六郎の考案である。なお、「アッパッパ」、「簡易服」または「清涼服」は夏の季語でもある。独特な名前は、歩くと裾がパッパと広がることからついたという説がある。元は近畿地方での俗語である。かつて西欧で流行したゆったりしたマザーハバードドレス（ハバード母さんドレス）のハバード(Hubbard)がなまったものとの説もある。
1923年（大正12年）10月に婦人之友社が簡単服として売り出し、同年12月に大阪でアッパッパとして売り出された。
大きめでゆったりとしたデザインが特徴。1920年代から1930年代にかけて流行した。1929年（昭和4年）の東京は40年ぶりの猛暑であり、清涼着と名づけて売りに出されたアッパッパが流行した。気候もこの衣服の流行の原因をなしている。当時依然として多くの女性が和装を普段着としていたところから、洋装化に寄与した衣服の一つと解釈することもできる。文芸春秋社は、佐藤愛子の著書『今は昔のこんなこと』の紹介において「女性解放の第一歩『アッパッパ』」としている。